# Distretto di Nong Muang
Il distretto di Nong Muang (in thailandese: หนองม่วง) è un distretto (amphoe) della Thailandia, situato nella provincia di Lopburi.